# 魏斯旺德峰

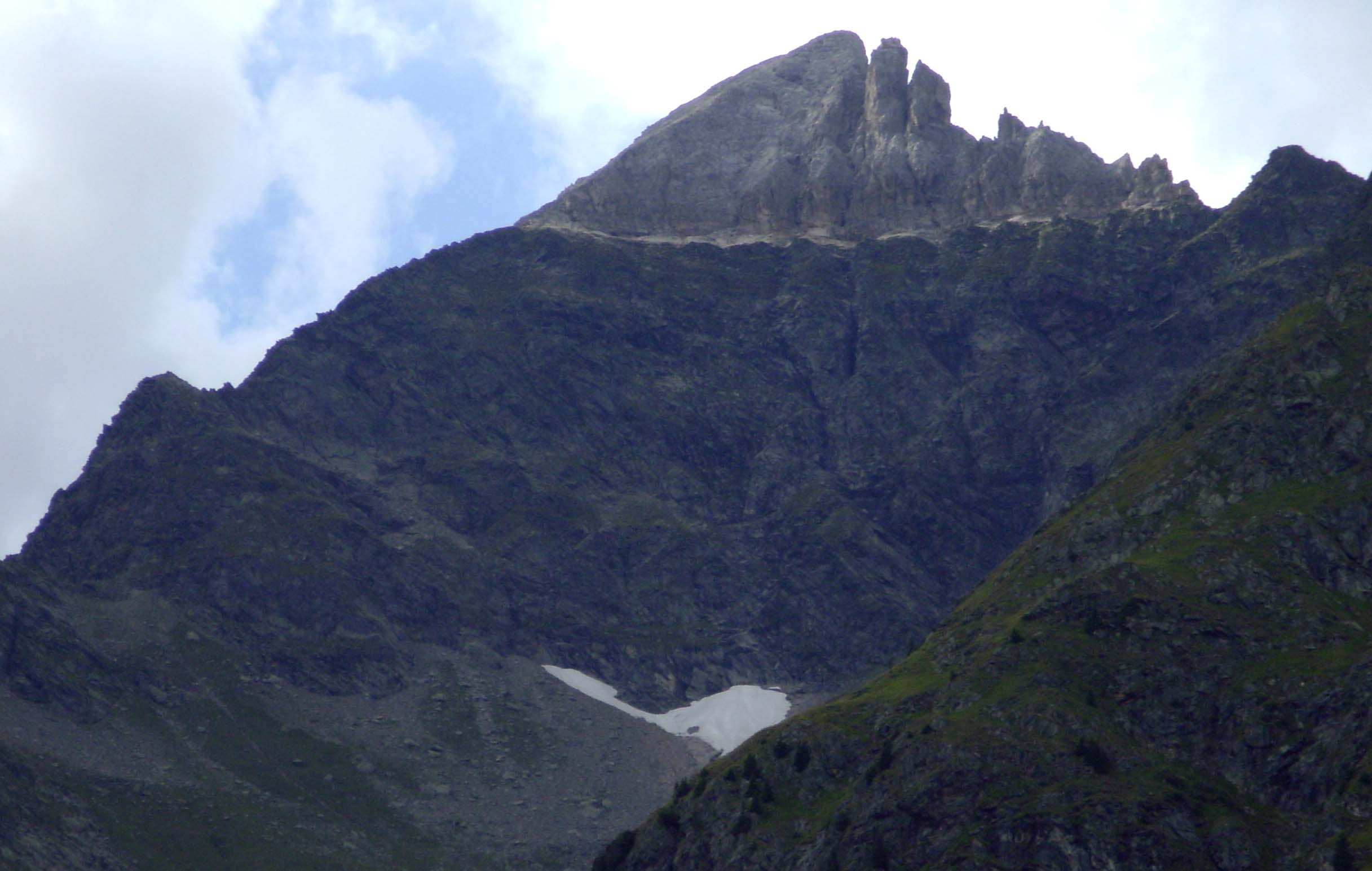

46°59′01″N 11°18′01″E / 46.98361°N 11.30028°E
魏斯旺德峰（德語：Weißwandspitze），是南歐的山峰，位於奥地利和意大利接壤的邊境，屬於斯圖拜阿爾卑斯山脈的一部分，海拔高度3,017米，每年平均降雨量1,426毫米。